# 高畑城 (陸奥国)
高畑城（たかばたけじょう）は、青森県平川市高畑・吹上にあった戦国時代の日本の城（平城）。

## 概要
高畑城は、本郭・二郭・三郭によって構成される。本丸は、長方形で東西約100メートル、南北約70メートルである。二郭も長方形で東西約30メートル、南北約70メートルである。三郭も長方形で東西約80メートル、南北約60メートルである。各郭の四周には堀がめぐらされていたが、平城で防御力も弱かった。

## 歴史
戦国時代、乳井薬師堂の乳井城（大隈館）の館主にして、乳井福王寺の別当である乳井玄蕃は、周辺に武威を振るい周辺の南部氏とも対立していたが、玄蕃は大光寺城主・滝本重行に永禄8年（1565年）6月5日暗殺される。だが、玄蕃の子・乳井建清は、まだ若年であったため、仇討ちを自重していた。
高畑城はこのころ滝本重行が建清への備えとして築かれ、家臣の平岡盛影が入った。元亀2年（1571年）、大浦為信（津軽為信）は石川城・和徳城を急襲し、石川高信をうちとった。建清もそれに負けじと高畑城を急襲し、平岡盛影を討って、高畑城主となると、大浦為信に臣従した。そのため、為信を討とうと南部信直が勢多石隠岐守の軍を送り攻め込んだが、建清は善戦し、その間に兼平綱則が兵150人で応援に駆けつけた。さらに九戸政実の謀反の噂が届いたため、勢多石勢は三戸に引き上げた。
天正7年（1579年）7月、比山六郎・七郎、北畠顕則・滝本重行らが平賀郡に侵入した。この時、城主建清が留守であったため、急襲され落城した。この時、乳井城・乳井茶臼館・乳井古館も落城している。しかし、大浦勢と六羽川で激突した比山勢は六郎が討ち取られ、大館に撤退している（六羽川合戦）。その後の高畑城については明らかでない。